# Chapelle Sainte-Apolline de Brianny
La Chapelle Sainte-Apolline de Brianny est un édifice religieux catholique situé à Brianny, dans le département de la Côte-d'Or, en France.

## Localisation
La chapelle se situe dans la partie nord du village, rue de la Martolle, disposé en longueur le long de la RD 10h à 329 m d'altitude

## Histoire
Citée dès 1145 elle dépend jusqu’en 1789 du village voisin de Montigny-sur-Armançon dont elle n'était probablement qu'un simple ossuaire. Le bâtiment ne semble ouvert au culte qu'à la fin du XVIIIe siècle.

## Description
Petit édifice à simple nef rectangulaire à chevet plat, éclairée par trois baies étroites ébrasées en plein cintre et surmontée d'un clocheton carré couvert de tavaillons se terminant en flèche. La couverture en tuiles plates est surmontée sur son pignon oriental d’une croix en pierre récemment restaurée.

### Intérieur
L'élément le plus remarquable est constitué par la fresque suivie sur les quatre murs du chœur datant du début du XVIe  siècle et représentant une danse macabre, classée en 1950 par les Monuments historiques (base Palissy), et comptée parmi la dizaine présente en France. Trente-deux couples (seize d'hommes et autant de femmes) de toutes conditions sont ici respectivement formés d'un vivant et de son double décédé, représenté sous l'aspect d'un squelette qui entraîne inéluctablement le vif vers son destin mortel.